# The Volcano
El Volcán (The Volcano en inglés), también conocido como volcán Lava Fork (Lava Fork volcano en inglés), es un pequeño cono de escoria en las cordilleras Boundary de la montañas Costeras  en el noroeste de la Columbia Británica, Canadá. Se encuentra a unos 60 km al noroeste de la pequeña comunidad de Stewart, cerca del nacimiento del arroyo Lava Fork. Con una elevación de la cumbre de 1656 m y una prominencia de 311 m, que lo elevan por encima del accidentado paisaje circundante sobre la cresta de una montaña que representa el flanco norte de un valle glaciar en forma de U.
El volcán Lava Fork se asocia con un pequeño grupo de volcanes relacionados con los llamados conos del río Iskut-Unuk. Forma parte, de la mucho más grande, provincia volcánica cordillerana septentrional, que se extiende desde la frontera Alaska-Yukón hasta cerca de la ciudad portuaria de Prince Rupert, en la Columbia Británica. La actividad eruptiva del volcán es relativamente joven, en comparación con la mayoría de los otros de la provincia volcánica. Los estudios geológicos han demostrado que el volcán y sus productos eruptivos fueron depositados en los últimos 400 años, esto los sitúa después del último período glacial, que terminó hace unos 10 000 años.

## Geología
El volcán es el más austral de los diez que componen el campo volcánico de conos de río Iskut-Unuk, así como el de erupción  más reciente. Su estructura no está bien definida y se ha reducido por la erosión del hielo glaciar alpino que se encuentra en esas elevación y latitud. Representa uno de los pocos volcanes históricamente activos en la provincia volcánica cordillerana septentrional con una elevación de la base estimada en 100 m. Al igual que la mayoría de los conos de ceniza, el volcán se compone de un montón de ceniza volcánica suelta, tefra tamaño lapilli y bombas volcánicas. Estos fueron depositados durante los períodos de actividad de la fuente de lava. El área del ventiladero contiene bombas volcánicas de hasta 0,5 m de y pequeños depósitos de azufre precipitado de los gases volcánicos.
Al igual que otros conos del río Iskut-Unuk, el volcán tiene sus orígenes en un rift continental, una larga ruptura en la corteza terrestre, donde la litosfera se está separando. Esta dislocación incipiente se ha formado como resultado del corrimiento de la placa del Pacífico hacia el norte a lo largo de la falla Queen Charlotte, en su camino a la fosa de las Aleutianas. A medida que la corteza continental se extiende, las rocas de la superficie cerca de la fractura a lo largo de las grietas fuertemente inclinadas rompen paralelas al rift, son las conocidas como fallas. El magma basáltico se eleva a lo largo de estas fracturas para crear erupciones efusivas. La zona de la grieta ha existido por lo menos 14,9 millones de años, y ha creado la provincia volcánica cordillerana del norte. Varios volcanes inactivos en el provincia son potencialmente activos, Lava Fork es uno de los tres que  ha estallado en los últimos siglos. El cono Tseax, cuya última erupción fue en el siglo XVIII, es el volcán más al sur de la provincia, mientras que el volcán Prindle el más oriental del centro de Alaska, que entró en erupción hace más de 10 000 años, generalmente se considera el más septentrional.

## Historia volcánica

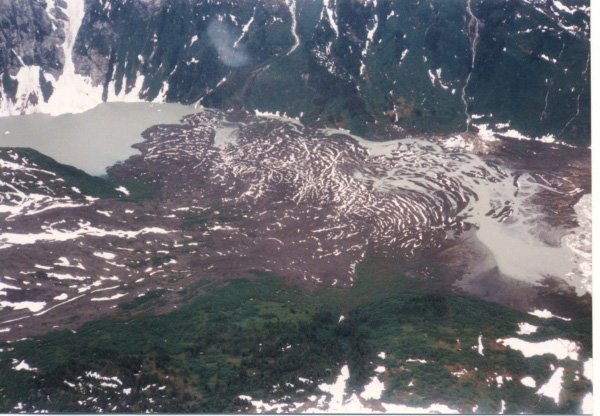
Un flujo de lava de una reciente erupción que se extiende hacia abajo de una montaña flanqueado por la vegetación. El lago alpino en la esquina superior izquierda es el lago más al sur de los dos lagos Lava.

Por lo menos se han identificado dos fases en la actividad del volcán Lava Fork. Cada evento fue seguido por la erupción de coladas de lava basáltica en lenguas que bajaban los empinados flancos graníticos de la cresta de la montaña sobre la que yace el volcán. Después de que esto tenía lugar, viajaban a través del valle Lava Fork durante 5 km. Aquí, las coladas cruzaban la frontera entre la Columbia Británica y EE. UU., más concretamente la del estado de Alaska, y bloqueaban el río Blue, un afluente del río Unuk, dando así la formación de varios lagos. Las coladas de lava tienen en total alrededor de 22 km de largo y todavía contienen sus características originales de cuando se enfriaron, incluyendo crestas de presión y canales de lava. Una serie de árboles de gran tamaño fueron engullidos por los flujos de lava durante la erupción. Las bases de los árboles quemados y los troncos y ramas mayores se derrumbaron sobre la lava solidificando, dejando los árboles incrustados en la superficie de los flujos de lava. Después de la solidificación, los moldes de los árboles y tubos de lava se derrumbaron y formaron pozos volcánicos. En el extremo sur de una de las coladas de lava, se extendía en un amplio lóbulo terminal en la plana llanura aluvial del río Unuk. La ceniza volcánica y lava del volcán Lava Fork aún persisten en pequeños glaciares cercanos al Monte Lewis Cass, un pico de 2094 m cerca de la frontera de Alaska con la Columbia Británica.
Por lo menos un de los flujo de lava de The Volcano fue notificado por un perito llamado Fremont Morse en 1905 durante un estudio de la Comisión Internacional de Fronteras. En 1906, Morse escribió que el flujo de lava más reciente había sido por una erupción «probablemente producida hace menos de cincuenta años». Desde el informe de Morse, las técnicas de estudio de los anillos de los árboles y la datación por radiocarbono se han utilizado para establecer las fechas de las dos fases volcánicas del volcán Lava Fork. La primera se estima que se produjo cerca del 360 BP (hace unos 2300 años) y la última, posiblemente, fue hace tan sólo 150 años. Esto indica que The Volcano es la montaña más joven volcánica conocida en Canadá y que su actividad volcánica es reciente en comparación con muchos otros volcanes en la Columbia Británica. En varios documentos, se ha escrito que la última erupción del volcán tuvo lugar en 1904, sin embargo, de acuerdo con el Programa Global de Vulcanismo de la Smithsonian Institution, esta erupción se considera incierta.

Aunque, como se ha indicado, se estima que la última erupción fue hace ya 150 años, es uno de los cinco volcanes en la provincia volcánica que han registrado actividad sísmica desde 1985. Otros incluyen Castle Rock (dos eventos), montaña Hoodoo (ocho eventos), laguna Crow (cuatro hechos) y el complejo volcánico monte Edziza (ocho eventos). Los datos sísmicos indican que estos volcanes activos todavía contienen cámaras magmáticas, lo que indica que algunos de los volcanes cordilleranos del están, probablemente, activos, con potenciales importantes riesgos. La actividad sísmica se corresponde por tanto con algunos de los volcanes de más reciente formación de Canadá así como con los volcanes persistentes, y más antiguos, que han tenido actividad explosiva importante a lo largo de su historia, como la montaña Hoodoo y el complejo volcánico Monte Edziza.

## Historia humana

### Denominación controvertida
El nombre The Volcano de la cumbre fue sugerido por un explorador llamado Chris Dickinson durante la Expedición Cambridge a las montañas Costeras en 1979. Fue adoptado el 24 de noviembre de 1980, y ha sido su nombre oficial desde entonces. Sin embargo, este nombre para el pico no suele aparecer en los recursos vulcanológicos. En cambio, se le refiere de manera informal como Lava Fork, o el volcán Lava Fork, debido a su estrecha asociación con el arroyo del mismo nombre (literalmente lava fork significa ‘horquilla de lava’). La razón de esta controversia se debe a que ‘The Volcano’ (cuyo significado literal en español es ‘el volcán’) es genérico. En el discurso puede no ser obvio si se está haciendo referencia a ‘el Volcán’, como nombre propio, o a ‘el volcán’ como accidente geográfico, lo que lleva a la confusión. Volcanes con nombres de similar problemática en Canadá incluyen Volcano Vent (vent se traduce en vulcanología como ‘ventiladero’) en el campo de campo volcánico Tuya (el término ‘tuya’ hace mención a un tipo de volcán, tanto en inglés como en español) del noroeste de la Columbia Británica y Volcano Mountain (literalmente ‘Montaña Volcán’) en el campo volcánico de Fort Selkirk, del centro de Yukon. En 2009, las denominaciones no oficiales para The Volcano, se seguían utilizando por el organismo gubernamental Natural Resources Canada.

### Protección y vigilancia
El Volcán, sus productos eruptivos y un gran manantial de agua mineral están protegidos dentro del parque provincial Lava Forks. Fundado en 2001 como parque provincial de clase A, este remoto parque cubre un área de 7000 hectáreas. Situados dentro de sus límites están los lagos Lava, dos lagos represados por coladas de lava emitidas desde el Volcán. Situado en el territorio tradicional de asentamiento de la Nación originaria Tahltan, el parque provincial Lava Fork ofrece un lugar para estudiar los procesos ecológicos asociados con la sucesión primaria, el establecimiento de la vegetación después de una perturbación importante. Después de 150 años de inactividad eruptiva, la vegetación ha crecido sobre la superficie de las coladas de lava, como musgos y líquenes. Se compone de subzonas biogeoclimáticas de tsuga del Pacífico costera, Tsuga mertensiana de montaña y de  tundra alpina, y forman parte de la ecosección cordillera Boundary.
Al igual que otros conos del río Iskut-Unuk, Lava Fork no se vigila lo suficientemente de cerca, por el Servicio Geológico de Canadá, para determinar cuan activo es su sistema de magma. Esto es en parte porque se encuentra en una región remota y a que no han tenido lugar grandes erupciones en Canadá en los últimos cien años. Como resultado de ello, la vigilancia volcánica es menos importante que hacer frente a otros procesos naturales, como tsunamis, los terremotos y los corrimientos de tierra. Sin embargo, dada la existencia de terremotos, se espera futura actividad volcánica y, probablemente, tendrá efectos sobre el paisaje circundante. Debido a estas preocupaciones, el importante apoyo de los científicos universitarios canadienses ha dado lugar a la toma de una línea base de conocimiento sobre el estado de los volcanes en Canadá.

## Peligros volcánicos

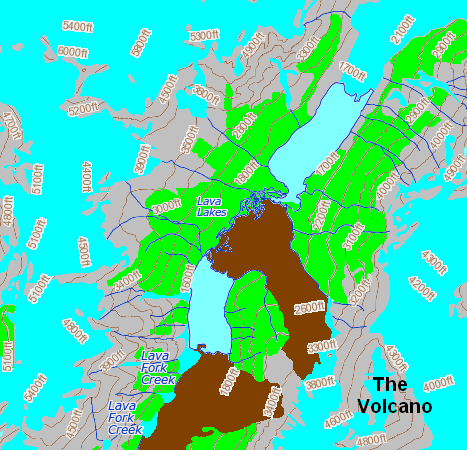
Mapa topográfico de The Volcano y el paisaje circundante. Las líneas azul oscuro son arroyos (cortan a las líneas marrones de nivel del mapa), las áreas azul celeste son glaciares y las de azul más claro los lagos Lava, el color verde denota vegetación y el marrón las coladas de lava procedentes de The Volcano.

Al menos siete erupciones se han producido en el campo volcánico de río Iskut-Unuk en los últimos 10 000 años. Desde alrededor del año 1600 todas ellas se han producido en el volcán Lava Fork. Su volumen total erupcionado se estima en 2,2 km³. Futuras erupciones del volcán serán, probablemente, de características similares a las que han ocurrido a lo largo de sus 360 años de historia eruptiva. Hay una probabilidad de uno en 200 por cada año de que ocurra una erupción en Canadá y uno en 220 posibilidades por cada año de una erupción efusiva. Una erupción en el futuro es más probable que ocurra en la provincia volcánica cordillerana del norte que en una zona volcánica fuera de la provincia. Esto es porque dicha provincia volcánica, que incluye los conos de río Iskut-Unuk, es la zona volcánica más activa en el Canadá.

### Efectos
Una pequeña gama de efectos se espera de futuras erupciones de The Volcano. Su ubicación remota en una zona deshabitada hace que los peligros volcánicos sean menos extremos y por lo tanto se puede denominar como de no muy peligroso. Fragmentos de ceniza y roca (tefra) expulsados durante una actividad de tipo fuente de lava, es improbable que sean lo suficientemente altos como para interrumpir el tráfico aéreo regional. Sin embargo, se podría poner en peligro a las aeronaves que vuelan más bajo a lo largo del corredor norte de la costa entre Vancouver y Alaska. La más importante es la ruta aérea que pasa a unos 170 km al este. La ceniza volcánica reduce la visibilidad y puede causar fallos en motores a reacción, así como daños en otros sistemas de las aeronaves.
Las coladas de lava emitidas durante las futuras erupciones volcánicas serán probablemente de naturaleza basáltica sobre la base de la composición de las lavas producidas durante la actividad volcánica pasada. Las coladas de lava basáltica son bajas en contenido de sílice y pueden tener velocidades que se extienden desde los 15 hasta los 50 km/h. La última erupción de The Volcano hace 150 años tuvo un gran impacto en los peces, plantas y animales que poblaban el valle cuando los flujos de lava recorrieron el trayecto para cruzar la actual frontera entre Canadá y Estados Unidos. Debido a  estas circunstancias, las erupciones próximas pueden volver a bloquear los cursos de agua locales, si el volumen de las lavas erupcionadas fuese lo suficientemente significativo. De nuevo, esto tendría consecuencias desastrosas para el hábitat de los peces y los lugares de desove. Sin embargo, no existen registros de los impactos sobre la gente durante esta erupción, incluso, ni evidencia de que hubiese habido testigos. Una repetición de los incendios forestales en el valle Lava Fork es también una posibilidad debido a la existencia de vegetación en y alrededor de las posibles lavas de futuras erupciones.